# Guinea a 2013-as úszó-világbajnokságon
Guinea három úszóval vett részt a 2013-as úszó-világbajnokságon, akik hat versenyszámban indultak.

## Úszás
Férfi
| Versenyző            | Verseny                | Selejtező | Selejtező | Elődöntő          | Elődöntő          | Döntő             | Döntő             |
| Versenyző            | Verseny                | Idő       | Helyezés  | Idő               | Helyezés          | Idő               | Helyezés          |
| -------------------- | ---------------------- | --------- | --------- | ----------------- | ----------------- | ----------------- | ----------------- |
| Ibrahima Camara      | 50 méteres gyorsúszás  | 27.46     | =86       | Nem jutott tovább | Nem jutott tovább | Nem jutott tovább | Nem jutott tovább |
| Ibrahima Camara      | 100 méteres gyorsúszás | 1:02.33   | 83        | Nem jutott tovább | Nem jutott tovább | Nem jutott tovább | Nem jutott tovább |
| Mohamed Cheic Camara | 50 méteres mellúszás   | 34.24     | 72        | Nem jutott tovább | Nem jutott tovább | Nem jutott tovább | Nem jutott tovább |
| Mohamed Cheic Camara | 100 méteres mellúszás  | 1:15.54   | 73        | Nem jutott tovább | Nem jutott tovább | Nem jutott tovább | Nem jutott tovább |

Női
| Versenyző          | Verseny               | Selejtező | Selejtező | Elődöntő          | Elődöntő          | Döntő             | Döntő             |
| Versenyző          | Verseny               | Idő       | Helyezés  | Idő               | Helyezés          | Idő               | Helyezés          |
| ------------------ | --------------------- | --------- | --------- | ----------------- | ----------------- | ----------------- | ----------------- |
| Ramatoulaye Camara | 50 méteres mellúszás  | 48.31     | 72        | Nem jutott tovább | Nem jutott tovább | Nem jutott tovább | Nem jutott tovább |
| Ramatoulaye Camara | 100 méteres mellúszás | 1:43.41   | =60       | Nem jutott tovább | Nem jutott tovább | Nem jutott tovább | Nem jutott tovább |